# Siptah
Siptà o Siptah fou el sisè faraó de la dinastia XIX de l'antic Egipte. Monarca menor d'edat, el seu poder fou molt dèbil i marcà l'inici de la fi de la dinastia.

## Noms
Nascut com a Siptah (que significa Fill de Ptah), va iniciar el seu regnat com Akhenre Setepenre (que vol dir Bellesa per Ra, Escollit de Ra).
Altres noms que duia degut als seus títols imperials foren:
- Nom d'Horus: Kanakht Meryhapi Sankhtanebemkafraneb
- Nom de Nebty (deesses Nekhbet i Buto): Saaiunu

## Antecedents familiars
Sembla que Siptà era fill del faraó Seti II i la seva esposa Tia. Germà seu seria Amenmesse, qui es rebel·là contra el seu pare. Siptà era un nen petit que tenia deformat un peu.
La identitat del pare de Siptà és una incògnita, Seti II o Amenmesse. La identitat de la mare també és confusa, ja que el 2003 es va descobrir un relleu al Museu del Louvre on s'anomenava la seva mare com Sutailja, un nom canaaneu.

## Regnat de Siptà
Va regnar pocs anys, uns sis, vers el 1190 aC i va arribar al tron essent menor d'edat. Bé perquè la seva mare havia mort o perquè era una esposa secundària, la regència fou assolida per la reina Tausret, que havia estat la mare del primer hereu Seti-Meremptah, que havia mort abans que el pare.
Està testimoniat a l'estela de Bilgar, a l'enterrament d'un brau Apis, i una inscripció a Buhen (Núbia).
A Tausret la va auxiliar el canceller Bai. El jove faraó no va tenir el control dels afers i va morir jove al cap de sis anys de regnat. Llavors la seva madrastra va assolir la corona.

## Tomba de Siptà

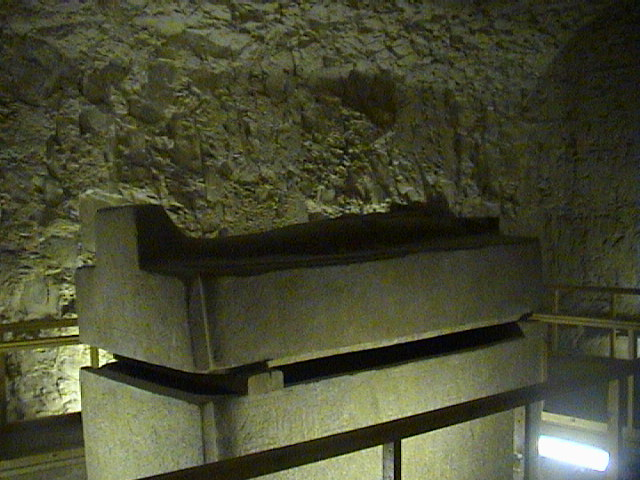
sarcòfag de Siptah

La seva tomba és la KV47 de la Vall dels Reis. Fou descoberta per Edward Ayrton el 18 de desembre de 1905. Després fou excavada per Harry Burton el 1912. Carter hi va ser el 1922. Els darrers treballs es van fer el 1994 pel Consell Suprem d'Antiguitats d'Egipte. Es creu que hi fou enterrat originalment així com la seva mare Tia.
A la tomba es va trobar un sarcòfag de granit roig dins del qual hi havia alguns ossos, probablement intrusos; la mòmia del rei s'ha identificat entre les que eren al dipòsit de la tomba KV35 d'Amenofis II.
Un examen de la mòmia explica que va morir amb 16 anys. Feia 1,60 metre d'alçada, tenia el cabell pèl-roig i arrissat i tenia una deformitat greu al peu esquerre deguda a la pòlio.